# Springfield (Los Simpson)
Springfield es el nombre de la ciudad ficticia en donde está ambientada la serie de televisión de dibujos animados estadounidense Los Simpson. La ciudad de Springfield funciona como un universo donde sus habitantes, los personajes de la serie, se enfrentan a los problemas básicos de la sociedad moderna. La geografía y entorno de Springfield son bastante flexibles, tanto como el soporte animado permite, y en gran medida dependen de las exigencias de la trama de cada capítulo.
Esta ciudad representa a una población genérica cualquiera de los Estados Unidos (No Exactamente a Springfield (Illinois)), ya que en este país abundan muchas ciudades con este nombre. Debido a su naturaleza caricaturesca, no existen coordenadas ni referencias geográficas que permitan situar la ciudad en algún punto concreto de los Estados Unidos. No obstante, los seguidores de la serie insisten en determinar la localización de la ciudad tomando como referencia las características geográficas y climáticas que se ofrecen en la serie. Por ello la serie se muestra bastante evasiva a la hora de revelar la localización exacta de la ciudad. Este asunto se ha acabado convirtiendo en un gag continuo que consiste en frustrar al espectador cada vez que se menciona la ubicación de Springfield o el estado al que pertenece. Por ejemplo, en Los Simpson: la película se dice que Springfield delimita con los estados de Ohio, Nevada, Maine y Kentucky, cuando en realidad Nevada y Maine se encuentran a gran distancia de los otros dos.
Matt Groening reveló en abril de 2012 que se basó en la ciudad de Springfield, Oregón, pero que esa no era su posición real. Springfield se ubica al oeste de las también ficticias ciudades de Shelbyville, al sur de Ciudad Capital, al noreste de Ogdenville y al sureste de Cypress Creek.

## Creación
El nombre de Springfield lo eligió Matt Groening, el creador de Los Simpson, como escenario de la serie porque es uno de los topónimos más frecuentes en los Estados Unidos. La ciudad fue parcialmente inspirada en Melonville, la ciudad de Second City Television (una antigua telecomedia canadiense de sketchs), en la cual figuran un gran número de personajes recurrentes. A Groening le atraía la idea de un miniuniverso propio y basó Los Simpson en este concepto.
La localización imprecisa de Springfield se ha convertido en un gag común en la serie. Hay 34 estados en los Estados Unidos que tienen al menos una comunidad con este nombre. En los episodios se burlan del hecho de que el estado al que pertenece Springfield no se haya revelado nunca, añadiendo descripciones contradictorias, obstruyendo los mapas que aparecen en pantalla e interrumpiendo las conversaciones que hacen referencia a ello. Esto ha generado consecuentemente mucha especulación sobre la localización del estado en el que se localiza Springfield. Para más debate, en numerosos episodios se hace referencia a estados en los que Springfield no se encuentra, para limitar el cerco de búsqueda de este estado. Una página web que trata sobre la localización de Springfield concluye que, debido a las contradictorias pistas que se dan en la serie, resulta imposible que la ciudad tenga alguna localización real.
David Silverman, uno de los directores de Los Simpson, ha mencionado en algún comentario que Springfield se encuentra en el estado ficticio de "North Takoma" (Takoma del Norte), basado en las siglas que han aparecido en los sobres de algunas cartas de la serie: NT y TA. En cualquier caso, esto nunca se ha confirmado en ningún episodio canónico de Los Simpson ni por otros de sus productores.
Los Simpson: la película añade más incertidumbre a la localización del estado en el que se encuentra Springfield. Ned Flanders menciona los cuatro estados que delimitan con el de Springfield: Ohio, Nevada, Maine y Kentucky. Mientras el primero y el último se tocan sin ningún espacio entre ellos, los demás se encuentran enormemente separados entre sí. En los créditos finales se menciona que los exteriores de la película se han filmado in situ, pero no aparece el nombre de ningún estado. Para promocionar la película, varias ciudades Springfield de los Estados Unidos compitieron para proyectar el estreno en su propia ciudad o pueblo. La Springfield de Vermont ganó y, en respuesta, Groening reveló que siempre había intentado que la Springfield de Los Simpson representara una mezcla de la Springfield de Oregón y su ciudad natal de Beaverton.
El 10 de abril de 2012 durante una entrevista Matt Groening desveló, tras 25 años de espera, que el lugar en el que discurren las aventuras de la serie animada, está basado en la ciudad de Springfield que se encuentra en el Estado de Oregón.

## Historia
Springfield fue fundada en 1796 por colonos que buscaban un paso hacia Maryland tras malinterpretar un pasaje de la Biblia. En realidad buscaban Nueva Sodoma. El pionero Jeremías Springfield fundó el pueblo y se convirtió en una figura local, pero a lo largo de la serie demuestra ser un personaje muy cuestionable. Por ejemplo, aunque fundó el pueblo de adulto, hay una cabaña, junto al tocón más antiguo de Springfield, donde supuestamente él había nacido.
Su ciudad rival, Shelbyville, fue fundada por su compañero de viaje y luego enemigo, Shelbyville Manhattan. La rivalidad entre ambas se remonta a cuando ambas ciudades fueron fundadas y se originó por las diferencias en el modo de vida que querían llevar cada uno de ellos. Shellbyville Manhattan quería llevar una vida de diversión y quería que los hombres pudieran casarse con sus primas, mientras que Jeremías Springfield quería mantener una vida casta y un gobierno justo.
El día que Jeremías Springfield inauguró Springfield, se plantó un limonero para recordar ese dulce momento. En esa época el limón era la fruta más dulce disponible. El limonero llegó a tener cierta carga emblemática para los jóvenes modernos de Springfield, puesto que es la fuente de los limones de los que hacen limonada para vender y sacar algo de dinero. Así, cuando una pandilla de jóvenes de Shelbyville robó el limonero en 1995, padres e hijos de Springfield se reunieron épicamente para recuperarlo y lo reinsertaron en su antigua localización, pero con una mitad deshojada.
En 1996, para el bicentenario de Springfield, Lisa Simpson realizó un trabajo de investigación sobre el fundador de la ciudad y descubrió que Jeremías era, en realidad, Hans Sprungfeld, un criminal pirata enemigo de George Washington. Se dio cuenta de que no existían datos de Jeremías Springfield antes de 1795 y solo encontró información sobre un pirata con la lengua de plata llamado Hans Sprungfeld que en 1781 intentó atacar a Washington. Decepcionada, Lisa descubre que toda la leyenda atribuida a Jeremías Springfield fue una tergiversación o exageración poética de lo que le había sucedido. Cuentan que domó un búfalo bravo y mató a un oso (como conmemora la estatua en la plaza de la ciudad), pero en sus confesiones dice que cuando se encontró el búfalo, ya estaba domado y solo tuvo que dispararle, mientras que la historia moderna apunta a que posiblemente fue el oso quien lo mató a él. Solo Lisa, Homer Simpson y Hollis Hurlburt, el presidente de la Sociedad Histórica de Springfield, conocen la identidad pirata de Jeremías y, después de varios intentos frustrados para revelarla al pueblo, Lisa decide mantener el secreto cuando comprende que la grandeza del mito de Jebediah es más importante que la verdad histórica.
En 1797 se firmaron los fueros de Springfield y, entre otras cosas, se implantó ese mismo año la ley seca, y su incumplimiento acarreaba pena de catapulta. Al año siguiente esa ley se revocó. En 1997 la ley seca se intentó restaurar en Springfield, después de que Bart Simpson se emborrachara en público. Apenas duró unos días vigente y se abolió de acuerdo a la enmienda de los fueros.
A principios del siglo XIX, algunos de los colonos intercambiaron a los nativos americanos armas por maíz. Después los indios usaron esas armas para amenazar a los blancos y recuperar el maíz. Los numerosos puestos militares que abundan en las cercanías de Springfield, como el Fuerte Springfield, el Fuerte Maricotas y el Fuerte Sensato, dan testimonio de las difíciles relaciones que los nativos americanos mantuvieron con los colonos a su llegada.
Aunque se le atribuye el asesinato del oso en 1838, y por lo tanto hay historiadores que localizan la fecha de su muerte en este año, también se dice que Jeremías salvó a los habitantes de Springfield de morir durante la Gran Ventisca del 48. Probablemente esto se debe a que Jeremías fundó el primer hospital de Springfield, haciéndolo de barro y troncos. Si Jeremías Springfield aún estaba vivo en 1848 probablemente ya debía ser muy anciano, rozando o superando los cien años de edad.

### Época moderna y eventos recientes
En algún momento entre 1861 y 1865, durante la guerra civil estadounidense, Springfield fue la localización de dos batallas. En la primera batalla de Springfield se enfrentaron el Norte, el Sur y el Este en un esfuerzo para mantener la ciudad dentro, fuera y cerca de la Unión, respectivamente.
También se le solía atribuir a Jebediah Springfield anacrónicamente la fundación del día del apaleamiento de víboras el 10 de mayo del 1775 durante la batalla de Tyconderoga. Esta versión oficial sobre el origen de esta celebración quiere ocultar los verdaderos motivos xenófobos que dieron lugar a la fiesta. En realidad el día del apaleamiento tiene sus orígenes en 1924 y empieza como una excusa para dar palizas a los irlandeses.  
En 1997 se restableció la ley de hace 200 años en Springfield llamada La Prohibición que no permitía el comercio de alcohol. Duró unos pocos días y fue controlada por Elio Pez (nombre en Hispanoamérica de un personaje parodia de Elliot Ness), En 1998, Homer Simpson le arrebata el puesto a Ray Patterson como inspector de sanidad municipal, después de 16 victorias electorales. La mala gestión de Homer acaba con el presupuesto anual del departamento en menos de un mes y los basureros le amenazan con declararse en huelga en caso de que no cobren su sueldo. Para recuperar el dinero, Homer alquila viejas minas abandonadas de Springfield a otras ciudades para que depositen sus residuos y la basura no tarda en brotar por toda la ciudad, convirtiéndola en un lugar inapropiado para vivir. Como medida desesperada, Springfield es trasladada ocho kilómetros más lejos y el antiguo emplazamiento de la ciudad se convierte en un vertedero.
A finales del 2000, Springfield fue dividida en dos ciudades durante un breve periodo de tiempo, debido a una disputa por el prefijo telefónico. La zona proletaria de Springfield cambió su prefijo por 939 mientras que los barrios ricos mantuvieron el prefijo antiguo, 636. Esto llevó que los ciudadanos de clase baja se rebelaran y establecieron su parte de Springfield como una ciudad separada, llamada Nueva Springfield. Levantaron una pared que dividía las dos áreas de los prefijos y Homer Simpson fue elegido como alcalde y, nuevamente, su gestión provocó la marcha todos los habitantes de Nueva Springfield. El alcalde Joe Quimby mantuvo el control del lado aristocrático, el cual se conoció como Vieja Springfield. Las dos ciudades se reunieron cuando el grupo musical The Who, que se encontraba en el viejo Springfield para un concierto, sugirió la opción de marcación abreviada para evitar tener que memorizar los nuevos teléfonos con los nuevos prefijos. El grupo tocó a cambio de destruir el muro que separaba ambas ciudades. En 2002 se sancionó la Ley Marge que prohibió temporalmente el azúcar en Springfield.
En el verano de 2007, Springfield, con la ayuda de Homer, alcanza las cotas más altas de contaminación ambiental en todo Estados Unidos; por lo que Russ Cargill, el presidente de la Agencia de Protección Ambiental de los Estados Unidos, decide tomar medidas drásticas contra la ciudad. Cargill engaña al presidente de Estados Unidos, Arnold Schwarzenegger, para aislar la ciudad en una gran cúpula de cristal, para más tarde destruirla con una bomba e inaugurar unos nuevos cañones estadounidenses. Finalmente, para enmendar su error de contribuir en la contaminación de su ciudad, Homer consigue sacar la bomba de la cúpula y, al explotar, esta se destruye, volviendo a conectar Springfield con el resto del mundo.

## Geografía

### Geografía física y fauna

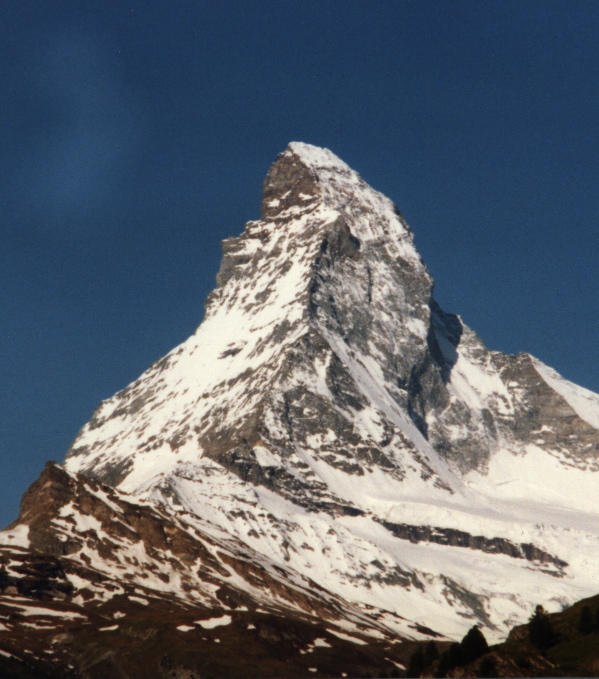
El Matacuerno de Springfield es similar al Cervino, montaña de los Alpes.

La geografía de Springfield cambia según las necesidades de cada episodio. Esta incluye bosques, praderas, cadenas montañosas, desiertos, una garganta, playas, cañones, ciénagas, marismas, lagos, canales, estanques e incluso un glaciar. Algunas veces se ha visto en la serie que Springfield da a la costa, con acceso a los océanos Atlántico y Pacífico, mientras que otras veces se han mostrado planos del horizonte sin trazas de lo que pueda ser la costa. Las localizaciones geográficas más importantes son la Garganta de Springfield, El Bosque Nacional de Springfield, el volcán en monte Springfield, las regiones yermas de Springfield (conocidas como las planicies de Alkali), el Matacuerno (basado en el Cervino), el Glaciar de Springfield, el Parque Nacional en el monte Útil, la colina de Springfield, Springfield del Oeste (zona de explotación petrolífera) y el Parque Nacional de Springfield. La fauna salvaje incluye osos pardos y pumas en el bosque, lobos, alces, mapaches y corzos que merodean por la ciudad, buitres en las planicies, manatíes en la costa meridional, aligatores (caimanes) en las marismas, leopardos de las nieves y cabras montesas en los puntos más elevados y tejones en las colinas.

### Clima
Springfield está en una zona que recibe tanto abundantes lluvias como intensas nevadas (incluso en pleno verano). Gran parte del año el cielo parece estar despejado y los días son soleados. Springfield es propensa a recibir extremas olas de calor. En los Estados Unidos, no existe ningún área geográfica que cumpla todas estas condiciones climatológicas, cosa que añade más incertidumbre a la verdadera localización de la ciudad, si es que la tiene.
Springfield a veces está cerca del océano, cosa que debería dar un clima bastante húmedo, y a veces está cerca de desiertos y tierras baldías, lo que debería resultar en un clima árido y seco. La cercanía de sistemas montañosos sugiere que el pueblo debería estar de alguna manera protegido de lluvias torrenciales y ser azotado por vientos impredecibles. En cualquier caso, parece un hecho constante que al pueblo de Springfield lo cruza un río con bastante caudal durante todo el año. Springfield ha padecido casi cualquier tipo de desastre natural entre los que se incluyen avalanchas, terremotos, lluvias ácidas, inundaciones, huracanes, impacto de rayos, tornados, erupciones volcánicas y un impacto de meteorito.

### Paisaje urbano

Central nuclear de Cattenom, Francia, similar a la planta de energía nuclear de Springfield.

En su mayor parte, está formada por casas unifamiliares, formando una gran cuadrícula de calles que se cortan en ángulo recto. Toda la energía eléctrica de la ciudad es provista por la central nuclear. Springfield no responde a ningún plano fijo que se mantenga en cada episodio, aunque intenta mostrar un poco de continuidad en este sentido. La maleabilidad de las localizaciones dentro de Springfield responde en gran medida a chistes o gags. 
Por ejemplo, en los planos generales de las primeras temporadas, la casa de Los Simpson está claramente en medio de una urbanización con muchas más casas alrededor. En las temporadas más recientes y en la película, parece que la casa de la familia Simpson se encuentra en los límites de la ciudad, colindando con los bosques de las afueras. Solo para un gag, se hizo que el jardín trasero de los Simpson diera al aparcamiento de la central nuclear y para un episodio se traslada allí mismo el cementerio de Springfield. La lujosa casa del expresidente George Bush aparece de tanto en tanto en la acera de enfrente de la casa de los Simpson, pero en una ocasión Marge cruza un descampado que está en el mismo lugar. La cercanía del aeropuerto solo se menciona y se convierte en un problema en un episodio relativamente tardío. La taberna de Moe parece estar junto a la tienda de música (que puede estar enfrente o al lado) y bastante alejada de la casa de los Simpson (Homer va en coche), pero en un episodio, nuevamente por propósitos humorísticos, se da a entender que el bar está en la misma Evergreen Terrace y en la película la iglesia y la taberna están juntas, cosa que no parece así en la serie.
A pesar de todas estas inconsistencias de planificación de la ciudad, esta se puede dividir en seis zonas principales: 
- Una zona civil o urbanizaciones, dónde se encuentran la mayoría de las casas de dos pisos de los obreros; 
- Una zona industrial donde están las fábricas, los estudios de televisión y la planta nuclear; 
- Una zona comercial, donde se encuentran los grandes almacenes y los edificios de oficinas;
- Una zona rica donde se construyeron las mansiones de los personajes más adinerados de Springfield;
- Una zona pobre y marginal, donde todas las construcciones están en ruinas y está habitada por malhechores y criminales; 
- Una zona más rural con granjas y sembrados, donde vive la gente más pobre.
También hay muchos más vecindarios secundarios que se encuentran entre estos: un Nido de Ratas, el barrio Judío, el barrio vago, Chinatown, Crackton, Springfield este, el barrio griego, Junkyville, la Pequeña Bangkok, la Pequeña Italia, la Pequeña Newark, La Pequeña Seattle, el barrio étnico, la zona este inferior, las pensiones, el rancho de reclutas, barrios bajos, el puerto de Springfield, la zona marítima, las zonas elevadas de Springfield, la comarca de Springfield, la ciudad del Tíbet, un distrito inflamable, un distrito gay, un distrito de comida rápida y un barrio ruso. También hay un proyecto de construcción de viviendas llamado Lincoln Park Village. 
Normalmente suele haber un elenco constante de personajes que habitan estas zonas o al menos que las rondan (los personajes secundarios). Los personajes que han mostrado una vivienda fija son la familia Simpson, la familia Flanders, los Skinner, Moe, Edna, Barney, el Señor Burns y Apu desde que se casó. Es difícil asignar una vivienda fija al resto de personajes secundarios de la serie, ya que la visualización de sus hogares siempre dependen de gags.
Entre los curiosos atractivos turísticos que tuvo Springfield a lo largo de la serie cabe destacar: el cabaret, Casa de Variedades o Casa de Burlesque, el monoraíl (Marge vs. the Monorail), la escalera mecánica que no lleva a ninguna parte (Marge vs. the Monorail), la torre de palillos (Marge vs. the Monorail), la lupa más grande del mundo (Marge vs. the Monorail), el limonero que se plantó en honor al dulcísimo momento en que se fundó Springfield, las letras gigantes blancas que dicen el nombre del pueblo parodiando al cartel de Hollywood, el casino del Sr. Burns, que fue explotado más adelante, el quemadero de neumáticos usados, el bulevar del puerto, un pozo sin fondo y el "Lugar misterioso de Springfield", donde si alguien entra es posible que no vuelva al mundo real. Además, Springfield tuvo dos medios de transporte de masas, todos abandonados: un sistema de monorraíl (Marge vs. the Monorail) y un sistema de metro (Postcards From the Wedge).
Algunos de los lugares que más aparecen en la serie: el Kwik-E-Mart de Apu Nahasapeemapetilon, la central nuclear de Montgomery Burns, la Escuela Primaria de Springfield, la taberna de Moe, la estatua de Jebediah Springfield, el ayuntamiento, la casa de los Flanders y la casa de los Simpson.

### Contaminación
Springfield es la ciudad más contaminada de todo Estados Unidos. Tanto es así, que se intentó aislarla en una cúpula y destruirla. Esta ciudad también alberga orgullosa el vertedero de neumáticos que lleva más tiempo ardiendo sin cesar desde 1966 o 1989. El pueblo no solo produce grandes cantidades de basura, sino que en su momento aceptó los residuos de otras ciudades, convirtiéndola en un vertedero y forzando a desplazar su localización.
Se recomienda a los visitantes de Springfield que lleven su propia agua para beber, usen trajes antirradiación y lleven contadores Geiger (detectores de radioactividad ambiental), puesto que esta puede ser una de las ciudades más radioactivas de los Estados Unidos. Esto se debe a que la central nuclear de Springfield se construyó durante un período el cual la Comisión Reguladora de Energía Nuclear fue poco estricta. Se permitió que el núcleo de la planta en vez de ser revestido por varias capas protectoras de hormigón, plomo y grafito se hizo con aglomerado y se clavó una herradura para tener suerte. El lago Springfield, donde van a parar algunos residuos blandos de la planta, ha dado lugar, como resultado de la radioactividad y contaminación, a varias especies endémicas de animales: peces con tres ojos, llamados guiñitos por Bart, una ardilla con varias decenas de ojos y muy agresiva o el mismo animal que puede lanzar rayos láser por los ojos y tiene lengua de camaleón. La radiación y la inadecuada eliminación de residuos tóxicos también han alterado la flora, dando a mutaciones como árboles con tentáculos.

## Gobierno

### Oficiales electos
El alcalde actual de Springfield es Joe Quimby (del partido demócrata), mientras que su representante en el congreso es Krusty el payaso (del partido republicano), que sustituyó a Horace Wilcox cuando este murió. A pesar de ser un representante, Krusty sigue siendo actor y continúa presentando su programa epónimo en la televisión local, de emisión diaria, tratando su carrera política como una ocupación adicional a su trabajo. La Gobernadora del Estado es Mary Bailey. 
La sede del Partido republicano en Springfield es un tenebroso castillo.
El alcalde Quimby es incompetente e inmoral y especialmente corrupto y fraudulento. Quimby es un mujeriego, y se le ve continuamente siéndole abiertamente infiel a su esposa. Se fue a Jamaica durante una epidemia de gripe en la ciudad y usó los fondos de la ciudad para subvencionar el asesinato de sus enemigos y su absolución cuando confesó tardíamente estar metido en el mundo del crimen. Igualmente utilizó el erario público para financiarse un viaje a Miami con el pretexto de analizar la posibilidad de un tren que uniera ambas ciudades. También trató de hacer un tren de alta velocidad que fuese desde Springfield a Aruba. Los habitantes de Springfield normalmente aceptan la conducta del alcalde, excepto en algunos casos puntuales, como cuando los ciudadanos culparon a Quimby por el atasco de tráfico causado por Bart (el más largo de la historia). Desde que empezó la serie, Quimby aparece como el alcalde de Springfield y empieza a estar cansado de ser siempre reelegido; en algunas ocasiones no ha desempeñado su función política como tema central de algún capítulo. En el capítulo en el que Bart y Lisa componen el nuevo himno de Springfield, el portavoz de la alcaldía presenta a Hans Moleman (Hans Topo en España y Juan Topo en Hispanoamérica) como el alcalde en ejercicio en su cuarto periodo en el cargo.
La gobernación, con sede en Ciudad Capital -la capital del estado, distante a 220 millas (352 km) de Springfield está a cargo de la demócrata Mary Bailey, que venció en la elección a Montgomery Burns, el candidato republicano. 
El departamento policial de Springfield, liderado por el jefe de policía Clancy Wiggum, también es incompetente, pero consigue desbaratar los planes criminales que investiga, normalmente, por pura casualidad o gracias a la intervención de algún integrante de la familia Simpson.
También han ejercido el poder Bob Patiño (pero luego se descubrió que ganó la elección por medio del fraude) y un Consejo de Intelectuales, formado por el Tipo de la Tienda de Historietas (Jeff Albertson), el Dr. Julius Hibbert, el Profesor Frink, el director Seymour Skinner, Lindsay Naegle y Lisa Simpson.

### Alcaldes de Springfield
A continuación se muestra una lista de los alcaldes de Springfield. 
El alcalde que más tiempo ha estado en el poder de forma confirmada ha sido Joe Quimby (durante 28 años), seguido por Hans Topo (16 años) y por Marge Simpson (5 años, supuesto por el episodio 624). Tanto Bob como el Consejo de Intelectuales solo ejercieron durante 1 episodio.
|  | Alcalde | Inicio | Fin         | Partido | Primera dama/Primer caballero                                               |
|  | --- | ------ | ----------- | --- | --------------------------------------------------------------------------- |
|  | Hans Topo | 1970   | 1986        | Republicano |                                                                             |
|  | Joe Quimby | 1986   | 1994        | Demócrata | Martha Quimby                                                               |
|  | Sideshow Bob | 1994   | 1994        | Republicano |                                                                             |
|  | Joe Quimby | 1994   | 1999        | Demócrata | Martha Quimby                                                               |
|  | Consejo de Intelectuales. Integrantes: - Lisa Simpson - Jeff Albertson (Dependiente de la tienda de cómics) - Dr. Hibbert - Profesor Frink - Seymour Skinner - Lindsay Naegle | 1999   | 1999        | Demócrata - Lisa Simpson - Jeff Albertson (Dependiente de la tienda de cómics) - Lindsay Naegle - Profesor Frink Republicano - Dr. Hibbert | El Dr. Hibbert es el único del grupo que está casado (con Bernice Hibbert). |
|  | Joe Quimby | 1999   | 2016        | Demócrata | Martha Quimby Marcell Ogando (miss Springfield)                             |
|  | Marge Simpson | 2016   | 2020        | Independiente | Homer Simpson                                                               |
|  | Joe Quimby | 2020   | Actualmente | Demócrata | Martha Quimby                                                               |

### Leyes
El juego y los matrimonios entre el mismo sexo son legales en Springfield. El uso medicinal de la marihuana se ilegalizó en el estado de Springfield después de la iniciativa de algunas mentes puritanas. El azúcar se ilegalizó, pero solo por un tiempo. También se aplicó la ley seca en acorde a los fueros y se abolió según una enmienda de los mismos. De todas maneras, la venta de alcohol está limitada a ciertos horarios. (Después de las 15 horas los domingos)

### Crimen
Entre los criminales más destacados de Springfield se encuentran el antiguo actor secundario del show de Krusty, Robert Underdunk Terwilliger, el exarqueólogo Snake Jailbird y una organización mafiosa italiana. La principal organización criminal de la ciudad la dirige el jefe mafioso Fat Tony y sus secuaces, Louie, el Piernas y Johnny Labiosellados. Ellos han ajustado cuentas con los servidores civiles de Springfield como cuando pagaron sobornos a los agentes Eddie y Lou para pasar alcohol de contrabando durante la ley seca. Springfield está en un estado con pena de muerte que se puede llevar a cabo en silla eléctrica, catapulta, guillotina y cámara de gas. Entre las diferentes prisiones de Springfield se encuentran la Penitenciaria estatal de Charles Montgomery Burns, La Prisión Local del Este, el Instituto Correccional de Springfield, el Correccional Juvenil de Springfield, la Residencia Juvenil de Springfield, la Penitenciaria Local del Oeste, la Prisión Municipal de Springfield, la Penitenciaria estatal de Springfield, la Prisión femenina de Springfield y la ex-Penitenciaria Morningwood.

## Gente y cultura

### Arte y entretenimiento
Springfield alberga una ópera, un anfiteatro al aire libre, un arboreto, un escenario de jazz vibrante y previamente un museo de la cantante Española Ascension. Fue considerado como la capital del entretenimiento de su estado. También hay un gran número de museos, entre los que se incluye el Museo de Springfield (que expone el circonio cúbico más grande del mundo), el Springfield Conocimientum, el Museo de historia natural de Springfield, el Museo del pez espada, el Springsonian y un museo filatélico. Esta ciudad también quiso albergar un auditorio diseñado por Frank Gehry, pero pronto se convirtió en algo más práctico: una prisión. Sadgasm, un grupo musical de Springfield, creó un nuevo estilo musical conocido como grunge en los noventa.

### Medios de comunicación

#### Radio y televisión
En Springfield se recibe la señal de seis canales de televisión abierta (se conoce este número a partir de una frase de Bart en el capítulo Bart contra Lisa contra el tercer año: "la nodriza de seis canales"). De ello se deduce que, además de los canales locales (Channel 6, Canal Ocho y el Canal de Acceso Público), se reciben tres cadenas nacionales de televisión, que son, de acuerdo a como ha sido mostrado en algunos episodios, Fox, NBC y PBS. Las antenas repetidoras están en el monte Springfield.
- La emisora KBBL, S.A. sirve como la principal distribuidora de medios de comunicación audiovisuales; posee al menos tres emisoras de radio y una de televisión: 
  - La cadena KBBL-TV (conocida también como Canal 6), dónde trabajan Kent Brockman, Scott Christian y Arnie Pye ('Desde los cielos') en los informativos televisivos. También emite el programa infantil de Krusty el payaso, junto a Sideshow Mel (papel que antes interpretaba el actual criminal Bob Terwilliger). Es el canal de mayor audiencia en Springfield y tiene programas de éxito local como El Show de Krusty el Payaso y Krusty Lil Starmaker. En un episodio pertenece a Burns Media y dice su entrada: "Canal 6 todavía en inglés".
  - Bill y Marty son comentaristas en el programa matinal de la KBBL-FM en 102.5.
  - KBBL 970 AM emite un programa de tertulias conducido por el conservador Birchibald "Birch" T. Barlow y otro de comentaristas deportivos presentado por Jock Squawk.
  - QueBBL 640 AM es la versión hispano-hablante de la misma emisora.
- KUDD 570 AM es una emisora de radio rural localizada en el condado de Spittle, que se puede escuchar en Springfield.
- KZUG 530 AM
- Canal Ocho es una cadena hispano-hablante cuya personalidad más importante es Bumblebee Man que figura en una bufonada al más puro estilo del Chapulín Colorado. Otros programas son El Show de Gabbo y Los Voces Latinos. La serie de Bumblebee Man es la preferida de Homer Simpson y una de las más competidoras del Canal 6.

#### Prensa escrita
- El Comprador de Springfield es el periódico local de la ciudad. Fundado en el siglo XIX por Johnny Noticioso, "un chico de 14 años que recorría el país fundando periódicos".
- US of A Today es una parodia del periódico nacional USA Today
- El Vestido Rojo, periódico creado por Lisa Simpson volviéndose una competencia a Medios Burns, debido a su creación de periodismo independiente surgieron los periódicos El times de Homer, El ahorrador de Lenny, El clarín de Barney, entre otros.

### Deportes

#### Béisbol
La ciudad cuenta con los Isótopos de Springfield, jugadores de un equipo de una liga menor de béisbol. Juegan en casa en el Estadio Duff, anteriormente actuaban de local en el "Estadio de los Isotopos" con una capacidad aproximada a 13000 personas. Los Isótopos sirvieron como inspiración para el nuevo nombre del equipo de Ligas Menores de los Marlins de Florida, los Isótopos de Albuquerque, cuando los reubicaron desde Calgary a Albuquerque, Nuevo México. Homer Simpson intentó evitar que trasladaran los Isótopos a Albuquerque con una huelga de hambre. La mujer del jugador de los Isótopos Buck Mitchell se desnudó delante de la afición para promocionar su nuevo CD durante un partido.

#### Otros
- Springfield tiene un estadio de baloncesto y hockey sobre hielo, donde juegan los jugadores de hockey de Ice-O-Topes. La ciudad también alberga una franquicia de la WNBA que juega en la misma instalación.
- Springfield también tiene un gran campo de fútbol. Una vez portugueses y mexicanos se enfrentaron en ese campo para determinar cuál de los dos países es el más grande.
- Pista de carreras de Springfield (una pista ovalada dónde compiten diferentes coches de carreras).
- El hipódromo y canódromo de Springfield.
- La asociación de boxeadores semi-profesionales de Springfield.
- El equipo de la NFL, "Fusión Accidental", diseñados por Homer.
- El equipo de fútbol los "Átomos" de Springfield.
- Los dos equipos de fútbol americano colegial de la Universidad de Springfield y la Universidad Estatal de Springfield.
- El estadio de Springfield llegó a ser una plaza de toros, donde Abe Simpson es un torero.

### Rivalidad con Shelbyville
Existe una rivalidad visceral entre Springfield y su ciudad vecina más próxima, Shelbyville, que empezó entre Jebediah Springfield y Shelbyville Manhattan, los fundadores epónimos de los pueblos. Manhattan quiso fundar una colonia dónde los hombres fueran libres para casarse con sus primas pero Springfield no lo permitió. Así los colonos se dividieron en los que habitarían Springfield y los que habitarían Shelbyville. La rivalidad se extiende a día de hoy a través del fútbol americano y con el limonero cerca de ambas fronteras. Shelbyville ha producido alguna obra teatral que describe la rivalidad de las dos ciudades, pintando a los habitantes de Springfield como unos paletos redomados.

### Disturbios
Los habitantes de Springfield son propensos a realizar disturbios, normalmente por nimiedades, aunque algunas veces por razones patrióticas. La actuación masiva y unificada de sus ciudadanos por propósitos triviales o patrióticos a menudo reflejan una sociedad estadounidense ignorante, impulsiva y chauvinista que propone la violencia como solución a los ataques tanto personales como nacionales. Estos disturbios también suelen dar lugar a que los personajes de Springfield se recreen en la desconfianza y el miedo a lo externo que suele caracterizar la crítica más feroz de la ciudadanía de los Estados Unidos.

### Celebraciones
- "Día del garrote" (Hispanoamérica) o "El día del Apaleamiento" (España): día en que Jebediah Springfield mató a una serpiente con un garrote. Se celebra matando a serpientes a garrotazos. De esta fiesta participaron Richard Nixon y otros personajes. Se celebra a inicios de mayo.

- "El día del Amor": una festividad inventada por los almacenes Constington's.

- Celebraciones creadas por el alcalde Joe Quimby como "El día de Michael Jackson", "El día de la nieve", "El día de Homer Simpson", o "El día de Flaming Moe's", coincidiendo este último con la celebración no ficticia "El día del veterano".

- "El día de los Fundadores"[59] donde se reconoce la grandeza de Jebediah Sprinfield. En uno de esos días Lisa descubre que este fue un pirata, cuando efectivamente se encuentran pruebas de que llevaba una lengua de plata.

- "Día de San Patricio": este día lo celebran todos los habitantes de Springfield vistiéndose todos de verde. Hubo un capítulo en el que por error Bart termina ebrio y otro capítulo en el que los irlandeses del sur (vestidos de verde) terminan peleando con los irlandeses del norte (vestidos de naranja), es aquí donde Hulk y la Mole hacen un cameo. Y Homer termina en la cárcel.

- "Festival de cine de Springfield" donde se presentan diferentes películas creadas por los habitantes de Springfield.

- "Scotchtoberfest" fue creado por Skinner para atrapar a uno de los delincuentes de la escuela.

- "Día del Mardi Gras", donde cada año se celebra en el patio de Los Simpsons.

- "El Certamen Culinario de Chili", donde los habitantes de Springfield disfrutan degustaciones de chili, carne y cerveza.

- "El día odiamos a Springfield", proclamado por el presidente de los Estados Unidos, el cual cae el día 25 de diciembre, coincidiendo así con varias fiestas religiosas, una de las más conocidas Navidad.

## ¿Falta mucho aún? Guía de Springfield
En 1998 la editorial HarperCollins Publishers publicó Are we There Yet? The Simpsons: Guide to Springfield, una guía ficticia para turistas a la ciudad de Springfield. La primera edición en castellano llegó a España el diciembre del año siguiente por la editorial Ediciones B. Esta guía recoge lugares de interés, alojamientos, restaurantes, pubs, tiendas y acontecimientos anuales de Springfield que habían aparecido en la serie hasta la fecha de publicación. La información y ampliaciones que se ofrecen de estos lugares y eventos no son necesariamente canónicas, que figuren en la serie, y se da con un tono humorístico y distendido que intenta imitar el mismo de la serie. También figuran algunos ensayos de opinión de algunos personajes de la serie y una pequeña guía de supervivencia.